# Jennifer Vedsted Christiansen
Jennifer Vedsted Christiansen (født 1987) er en dansk scene- og filminstruktør. Sammen med skuespilleren Emma Sehested Høeg har hun dannet kunstnerstudiet How to Kill a Dog, som har lavet en trilogi til Teater Republique (2019-2023) samt tv-serien Killjoy (2022). Duoen modtog i 2023 Kronprinsparrets Stjernedryspris 2023.

## Filmografi
- I ske med mig selv (kortfilm, 2020) - manuskriptforfatter og instruktør
- Killjoy (tv-serie, 2022) - skuespiller, manuskriptforfatter og instruktør